# 根本彰
根本 彰（ねもと あきら、1954年8月7日 - ）は、日本の図書館情報学・教育学者。東京大学名誉教授。慶應義塾大学文学部教授。

## 経歴
1954年8月7日、福島県石城郡四倉町（現・いわき市）に生まれる。福島県立磐城高等学校から1973年に東京大学に進学し、1978年に東京大学教育学部教育行政学科社会教育学専修を卒業する。引き続き同大学大学院に進み、1984年に教育学研究科博士課程単位取得修了。同年、図書館情報大学助手に就任。以後、講師（1988年）、助教授（1993年）を経て、1995年に東京大学大学院教育学研究科助教授に転任。2003年に教授に昇格する。
2015年、東京大学を退官（名誉教授）し、慶應義塾大学文学部教授となる。

## 研究概要
大学の卒業論文のタイトルは「口頭伝承と図書館」であり、修士論文では百科事典研究をテーマに取り上げた。この頃から、知の組織論的な原理構造を探る志向性があり、それは最近の『情報リテラシーのための図書館』まで一貫している。実際の研究領域は多様であり、初期には出版と図書館との関係の分析や図書館の資料的側面の研究があるが、とくに力を入れていたのは、書誌コントロールという概念を用いて図書館がもつ文献アクセスを可能にする方法を明らかにする研究である。各国の国立図書館がもつ納本制度と全国書誌の研究や、20世紀初頭の社会活動家ポール・オトレの世界書誌およびドキュメンテーションの思想についての研究がある。これらは、『文献世界の構造－－書誌コントロール論序説』(1998)という本にまとめられている。1995年はインターネット元年と言われているが、図書館情報大に在職していた根本はネットワークの可能性にも言及し、1995年に日本能率協会が刊行した『入門インターネット』に「電子図書館としてのインターネット」を寄稿している。
1995年に東京大学に移ってからは、公共図書館の政策論的な発言をするようになった。公共図書館では主流の「資料提供論」を超えるために、地域資料や行政資料のようなローカルに発生する資料の収集保存提供を論じたり、日本固有の出版流通構造における図書館の役割が新公共経営時代に変化しつつあることについて述べたりしている。これらは、『情報基盤としての図書館(2002)、『続・情報基盤としての図書館』(2004)、『理想の図書館とは何か』(2011)の3冊の本としてまとめられた。
占領期の図書館政策研究がもう一つの研究領域である。日本学術振興会の科学研究費をとって何度かアメリカ合衆国の首都ワシントンD.C.ほかにある文書保存機関を訪ねて一次資料を収集した。その研究成果は学会誌以外に『占領期図書館研究』(1999-2005)という報告書のシリーズに発表されているが、まとまった研究書の刊行は行われていない。
その後、3期10年にわたる大型科学研究費による共同研究「情報専門職の養成に向けた図書館情報学教育体制の再構築に関する総合的研究」LIPER（Library and Information Professional Education and Renewal）の第2期、第3期の研究代表者として専門職教育研究を牽引した。この中では、理論研究以外に、司書課程学習者に対して「図書館情報学検定試験」を実施するなど図書館員養成教育に対する評価をベースにした新しい養成プランを提案しようとするなどの実践的研究も行ったが、図書館政策に反映させられるプランの提示まで進むことはできなかった。LIPERの成果としては、図書館情報学の標準的なテキストブックを刊行したことが挙げられる。
2015年に慶應義塾大学に移ってからは、「書籍のナショナルアーカイブ」「教育改革と学校図書館の役割」「オープンガバメントと図書館の貢献」といったテーマで公開の議論をおこなっている。本人に言わせると、これらは「国レベルでも地域レベルでも組織レベルでも情報の発生は同じ構造に基づいており、その構造に対して情報共有の仕組みをつくるのが「図書館」（これは制度的な図書館に限らない）であり、それを使いこなすためには人は情報リテラシーをもつ必要があるということだ」ということになる。そうした考え方を集約したものとして、『情報リテラシーのための図書館：教育制度と図書館の改革』(2017)が発表されている。
社会的活動としては、作家、出版関係者から公立図書館の資料貸出が増えていることへの批判の声があるのに対して、図書館側の論理を代表する論者として各種メディアで発言したり、日本文藝家協会シンポジウム（2015年2月）や全国図書館大会（2017年10月）などに登壇したりしている。

## 他の役職
日本図書館情報学会会長（2008年-2014年）、千代田区図書館評議会会長（2007年～2013年）、国立国会図書館納本制度審議会委員（2016年-）などを歴任した。

## 著作

### 単著
- 『文献世界の構造：書誌コントロール論序説』勁草書房、1998年
- 『情報基盤としての図書館』勁草書房、2002年
- 『続・情報基盤としての図書館』勁草書房、2004年
- 『理想の図書館とは何か：知の公共性をめぐって』ミネルヴァ書房、2011年
- 『場所としての図書館・空間としての図書館：日本、アメリカ、ヨーロッパを見て歩く』学文社、2015年
- 『情報リテラシーのための図書館：教育制度と図書館の改革』みすず書房、2017年
- 『教育改革のための学校図書館』東京大学出版会、2019年
- 『アーカイブの思想 言葉を知に変える仕組み』みすず書房、2021

### 共著・編著他
- 日本図書館協会図書館の自由に関する調査委員会（編） 『情報公開制度と図書館の自由』（図書館と自由 第8集）日本図書館協会、1987年（共著）
- 『コレクションの形成と管理』（講座図書館の理論と実際2）雄山閣、1993年（三浦逸雄と共著）
- 三多摩郷土資料研究会（編） 『地域資料入門』 日本図書館協会、1999年（共著）
- 『つながる図書館・博物館・文書館：デジタル化時代の知の基盤づくりへ』東京大学出版会、2011年（共編著）
- 『探究学習と図書館：調べる学習コンクールがもたらす効果』学文社、2012年（編著）
- 『図書館情報学基礎』（シリーズ図書館情報学1） 東京大学出版会、2013年（編著）
- 『情報資源の組織化と提供』（シリーズ図書館情報学2）東京大学出版会、2013年（共編著）
- 『情報資源の社会制度と経営』（シリーズ図書館情報学3）東京大学出版会、2013年（編著）
- 中村百合子ほか編著『図書館情報学教育の戦後史：資料が語る専門職養成制度の展開』ミネルヴァ書房、2015年（監修）

### 翻訳
- マイケル・H・ハリス『図書館の社会理論』青弓社、1991年（編訳）
- バーナ・L・パンジトア 『公共図書館の運営原理』勁草書房, 1993年（共訳）
- W・F・バーゾール『電子図書館の神話』勁草書房、1996年（共訳）
- マーク・スミス『インターネット・ポリシー・ハンドブック』日本図書館協会、2003年（監訳）
- アリステア・ブラック，デーブ・マディマン『コミュニティのための図書館』東京大学出版会、2004年（共訳）
- リチャード・ルービン『図書館情報学概論』東京大学出版会、2014年